# نصب ساحة المرجة (دمشق)
ساحة المرجة، ساحة عريقة تتوسط مدينة دمشق في سوريا وقد أنشئ فيها نصب في عام 1907 عرف باسم نصب ساحة المرجة ووضع في وسط الساحة أو المرج الأخضر كما كانت تسمى سابقا.
قام بصنع النصب الفنان الإيطالي دارونكو وذلك بتكليف من الدولة العثمانية بعد فتح خط سكة حديد الحجاز المنطلق من دمشق إلى الديار المقدسة في مكة والمدينة المنورة. وقد جعلت دمشق مركزا اتصالات برقية تلغراف لربط مدن العالم الإسلامي ب دمشق كمركز اتصالات للدولة العثمانية بعد إسطنبول.
النصب عبارة عن عامود مرتفع ضخم مزخرف بطريقة جميلة ومعبرة، قاعدته من حجر البازلت الأسود وفي أعلاه مجسم رائع (لمسجد يلدز)  أو (جامع سراي) في إسطنبول. وضع النصب في عهد والي دمشق حسين ناظم باشا.